# Érable à cinq folioles
Acer pentaphyllum
Espèce
Classification APG III (2009)
L'érable à cinq folioles (Acer pentaphyllum) est un arbre de la famille des Aceraceae, ou des Sapindaceae selon la classification phylogénétique. C'est un érable extrêmement rare, assez peu rustique (zone 7-8), aux folioles délicates qui est originaire de la vallée du Yalong dans le Sichuan (Chine).